# جوزپه بوترو
جوزپه بوترو (نوارا، استان نوارا، ایتالیا، ۱۸۱۵ – شمال ایتالیا، ۳۰ مه ۱۸۸۵) معلم، نویسنده ایتالیایی در ژانرهای مختلف ادبی و  نماینده جنبش ادبی رمانتیک بود.

## زندگی‌نامه
بوترو دوران کودکی خود را تحت سرپرستی مادرش سپری کرد، زیرا پدرش که یک جراح حرفه‌ای بود، زمانی که جوزپه نوزادی بود درگذشت. او در سال‌های اولیه زندگی با مادر و دو برادر و دو خواهرش بود. او در سنین پایین به یک مؤسسه آموزشی فرستاده شد و دیگر هرگز نتوانست خانواده اش را ببیند، اما او از موفقیت در زندگی تحصیلی‌اش راضی بود.
او بیشتر عمر خود را وقف درس دادن، معلمی و خدمت به عنوان مدیر در دبیرستان‌ها و لیسیوم‌ها در شهرهای مختلف در شمال ایتالیا کرد، او تحصیلات خود را در رشته ادبیات در دانشگاه تورین به پایان رساند.
در مارس ۱۸۴۸، طی یک دوره کوتاه نظامی، او در حالی که تفنگی بر دوش داشت از رودخانه تیچینو، از پیمونت ایتالیا و به سمت خاک اتریش، برای حمایت از شورشیان میلان، تحت رهبری شاه چارلز آلبرت ساووی گذشت.

## حرفه ادبی
از جمله آثار ادبی تألیف شده توسط وی چند رمان می‌باشد. او همچنین تمثیل‌ها و داستان‌های متعددی نوشت. تمثیل‌ها دسته‌ای از نوشته‌ها هستند که در زمان‌های قبل از زندگی بوترو برای ارائه آموزه‌ها به مردم به‌صورت محدود استفاده می‌شد.